# Hagenfeldt
Hagenfeldt var en svensk kedja av klädbutiker som under detta namn existerande från 1960-talet till 1998 och som i huvudsak har ersatts av Dressmann-butiker.

## Historik

### Varuhuset Härold
Hagenfeldt hade ett ursprung i Varuhuset Härold i Örebro. Företaget bakom Härold hade grundats 17 februari 1926 i form av Aktiebolaget Nordiska Varukompaniet, av bröderna Gustav Israelsson och Martin Israelsson, och med huvuddelen av kapitalet från deras far, grosshandlare August Herbert Israelsson. Bröderna bytte 1928 efternamn från Israelsson till Hagenfeldt, och tog 1932 över huvudägandet till företaget från sin far.
Under de första åren såldes varor efter betalning i förskott. Inbetalningarna från kunderna samlades på sparkonton hos Postgirokontoret i Stockholm. Beställda varor levererades när den blivit fullt betald, och då uttogs från sparkontot ett belopp motsvarande varans pris. 1927 ändrades företagsnamnet till Aktiebolaget Sparkontosystemet, som en avspegling av detta system för försäljning. Senare ändrades dock affärsidén till att omfatta försäljning på avbetalning, och i juli 1934 bytte företaget namn till Varuhuset Härold Aktiebolag.
Härolds hade ett antal depåer runt om i landet, som i mitten av 1930-talet vuxit till små butiker. Sortimentet omfattade en stor del av hemmets varor. Det tidiga postorderverksamheten omfattade även måttsydda kläder. Härolds fick ett ökad fokus på kläder när dotterbolaget Örebro konfektionsfabrik AB grundades 1937, och blev huvudleverantörer av kläder till den egna rörelsen. Härolds med dotterbolag hade närmare tusen anställda i början av 1940-talet.

### Hagenfeldt
I början av 1960-talet renodlades verksamheten i Härolds till att enbart omfatta kläder, under ledning av Jan Hagenfeldt, son till Gustav Hagenfeldt. Ett antal nya och större klädbutiker öppnades runtom i Sverige, nu under namnet Hagenfeldt. Huvudkontor och centrallager fanns fortfarande i Örebro. Under 1970- och 1980-talen var det fortfarande familjeägda Hagenfeldt en av Sveriges största klädbutikskedjor.
1990 såldes Hagenfeldt till KF. Affärerna gick emellertid inte så bra under KF:s ägande och 1996 hade Hagenfeldt, som då omfattade 45 butiker, drabbats av ekonomiska problem och var konkursmässigt. I augusti 1996 köptes Hagenfeldt av den norska Varner-Gruppen, där bland annat Dressmann ingår. I mars 1997 öppnades de första Dressmann-butikerna i Sverige (varav två tidigare Hagenfeldt-butiker som bytt inriktning), och under en kortare period fanns både Hagenfeldt- och Dressmann-butiker, innan Varner-Gruppen i september 1997 beslöt att lägga ner Hagenfeldt. Vid detta tillfälle fanns 43 Hagenfeldt- och 10 Dressmann-butker i Sverige. 33 av de 43 butikerna blev Dressmann-butiker med de övriga lades ner. Förändringen var genomförd under 1998.